# Ліцен (округ)
Бецирк Ліцен (нім. Liezen) — округ Австрійської федеральної землі Штирія. 

## Адміністративний поділ
Округ поділено на 20 громад:
Міста
1. Бад-Аусзее
2. Ліцен
3. Роттенманн
4. Трібен

Ярмаркові містечка
1. Адмонт
2. Альтенмаркт-бай-Санкт-Галлен
3. Бад-Міттерндорф
4. Гайсгорн-ам-Зее
5. Ірднінг-Доннерсбахвальд
6. Санкт-Галлен
7. Штайнах-Пюргг

Сільські громади
1. Айген-ім-Енншталь
2. Альтаусзее
3. Арднінг
4. Грундльзее
5. Ландль
6. Лассінг
7. Зельцталь
8. Вільдальпен
9. Вершах

### Гребмінг
Гребмінг — це ще 9 громад:
Міста
1. Шладмінг

Ярмаркові містечка
1. Гребмінг
2. Гаус
3. Ебларн

Сільські громади
1. Айх
2. Міхаелерберг-Пруггерн
3. Міттерберг-Санкт-Мартін
4. Рамзау-ам-Дахштайн
5. Зельк

### До реформи 2014/2015
Округ поділено на 51 громаду:
1. Адмонт
2. Айген-ім-Енншталь
3. Альтенмаркт-бай-Санкт-Галлен
4. Альтаусзее
5. Арднінг
6. Бад-Аусзее
7. Бад-Міттерндорф
8. Доннерсбах
9. Доннерсбахвальд
10. Гайсгорн-ам-Зее
11. Гамс-бай-Гіфлау
12. Галль
13. Грундльзее
14. Ірднінг
15. Йонсбах
16. Ландль
17. Лассінг
18. Ліцен
19. Оппенберг
20. Пальфау
21. Піхль-Кайніш
22. Пюргг-Траутенфельс
23. Роттенманн
24. Санкт-Галлен
25. Зельцталь
26. Штайнах
27. Таупліц
28. Трельванг
29. Трібен
30. Вайссенбах-ан-дер-Еннс
31. Вайссенбах-бай-Ліцен
32. Венг-ім-Гесеузе
33. Вільдальпен
34. Вершах

#### Гребмінг
1. Айх-Ассах
2. Гессенберг
3. Гребмінг
4. Гросссельк
5. Гаус-ім-Енншталь
6. Клайнсельк
7. Міхаелерберг
8. Міттерберг
9. Нідеребларн
10. Ебларн
11. Піхль-Пройнегг
12. Пруггерн
13. Рамзау-ам-Дахштайн
14. Рормоос-Унтерталь
15. Санкт-Мартін-ам-Гріммінг
16. Санкт-Ніколай-ім-Зелькталь
17. Шладмінг

## Демографія
Населення округу за роками за даними статистичного бюро Австрії

## Виноски
1. ↑  Statistik Austria. Архів оригіналу за 2 травня 2015. Процитовано 24 червня 2013.

| Австрія | Це незавершена стаття з географії Австрії. Ви можете допомогти проєкту, виправивши або дописавши її. |